# Речное (Абайская область)
Речное (каз. Речное) — село в Бородулихинском районе Абайской области Казахстана. Входит в состав Красноярского сельского округа. Код КАТО — 633851200.

## Население
В 1999 году население села составляло 157 человек (81 мужчина и 76 женщин). По данным переписи 2009 года, в селе проживало 116 человек (66 мужчин и 50 женщин).